# Нация пришельцев
«Нация пришельцев» (англ. Alien Nation), «Чужая нация» — американский фантастический кинофильм режиссёра Грэма Бэйкера, вышедший в 1988 году.

## Сюжет
В 1991 году, через три года после крушения летающей тарелки с тремястами тысячами пришельцев-гуманоидов — бывших рабов — в пустыне Мохаве, их новым домом становится город Лос-Анджелес. Новоприбывшие (самоназвание — тенктонцы) меняют свои имена на человеческие и активно интегрируются в общество. При попытке задержать двух Новоприбывших, замешанных в ограблении магазина, детективу полиции Лос-Анджелеса Мэттью Сайксу едва удаётся выжить, но его напарник Билл Таггл погибает. 
Надеясь найти убийц бывшего напарника, Сайкс соглашается работать с Сэмом Франциско, новоиспечённым детективом-Новоприбывшим. После некоторых неурядиц и личной неприязни к Франциско, он всё-таки ладит с новым напарником. Они быстро находят общий язык и уже скоро нападают на след преступников.
Новоприбывший, бизнесмен Уильям Харкорт, и его приспешник Редьярд Киплинг находятся на стадии запуска серийного производства наркотика под названием «Джаброка» (ранее, в прошлом, это лекарство использовалось для умиротворения пришельцев, но Харкорт нашёл способ, как на этом хорошо подзаработать). Сайкс и Франциско выслеживают Харкорта, который согласовывает график выпуска этого сильнодействующего препарата в новой химлаборатории с партнёрами по преступному ремеслу. Детективы пытаются помешать его планам. 
Они выслеживают их наркопритон и вступают в автомобильную погоню с Харкортом и Киплингом по улицам центра Лос-Анджелеса. После лобового столкновения, в результате которого задействующие обеих сторон получают травмы, Харкорт пытается сбежать. Сайкс преследует его к заброшенному подъёмному мосту. Там Харкорт намеренно принимает большую дозу образца стимулятора и превращается в значительно большего и более мускулистого Новоприбывшего. 
Сайкс вступает в физическое противостояние с ним в открытом море. Харкорт падает в воду и умирает, так как морская вода опасна для пришельцев, потому что раствор соли действует на них как кислота. Франциско командует полицейским вертолётом и спасает Сайкса из воды, при этом серьёзно повреждая себе руку. В заключительной сцене, Франциско вместе со своей семьёй присутствует как гость на свадьбе дочери Сайкса.

## В ролях
| Актёр                | Роль                                  |
| -------------------- | ------------------------------------- |
| Джеймс Каан          | сержант Мэттью Сайкс                  |
| Мэнди Патинкин       | детектив Сэмюель Франциско («Джордж») |
| Теренс Стэмп         | Уильям Харкорт                        |
| Лесли Бевис          | Кассандра                             |
| Кевин Мейджор Ховард | Редьярд Киплинг                       |
| Питер Джейсон        | Федорчук                              |
| Джефф Кобер          | Джош Стрейдер                         |
| Роджер Аарон Браун   | Билл Тайгл                            |
| Брайан Томпсон       | Трент Портер                          |

## Создание
Первоначальный сценарий попал к продюсеру Гэйл Энн Хёрд, и ей так понравилась история о — на тот момент очень популярных — инопланетянах, что она сразу загорелась желанием снять этот фильм.
Идея, что пришельцы-Новоприбывшие имеют статус второго сорта, отображает повседневные проблемы с иммигрантами и, до сих пор, актуальна. Как и другие меньшинства, они живут по соседству, посещают свои клубы и развивают собственное подполье. 
После убийства полицейского, человек должен сотрудничать с инопланетянином, чтобы раскрыть убийство. Их непростой союз порождает социальное недоверие, борясь с такими проблемами, как предрассудки и расизм. Но, чтобы выполнить свою задачу, два совершенно разных гуманоида объединяют свои таланты и преодолевают социальные барьеры.